# Wilsonia rotundifolia
Wilsonia rotundifolia är en vindeväxtart som beskrevs av William Jackson Hooker. Wilsonia rotundifolia ingår i släktet Wilsonia och familjen vindeväxter. Inga underarter finns listade i Catalogue of Life.